# Tapinoma menozzii
Tapinoma menozzii é uma espécie de formiga do gênero Tapinoma.